# Walter M. Pierce

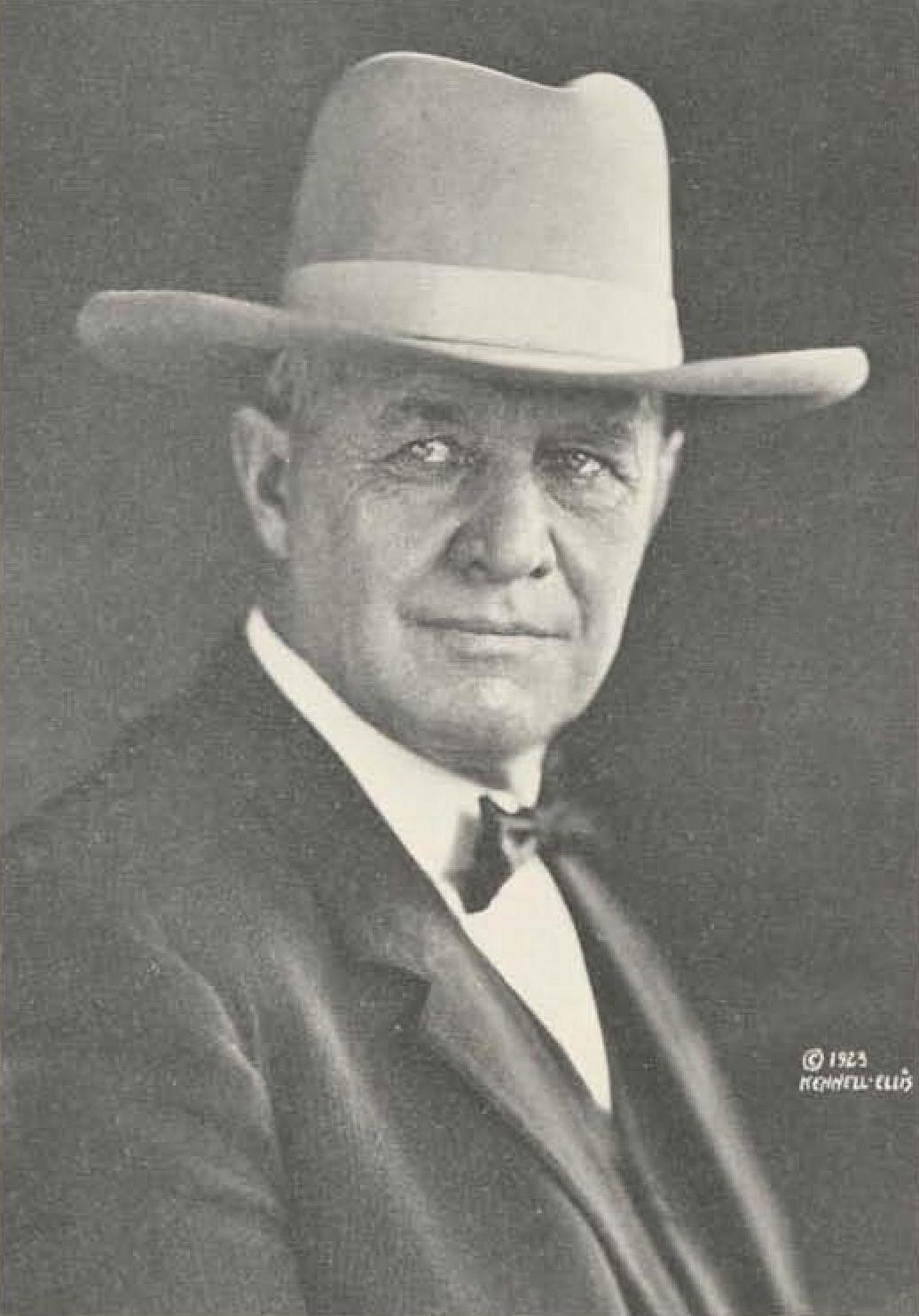
Walter Pierce

Walter Marcus Pierce (* 30. Mai 1861 in Morris, Grundy County, Illinois; † 27. März 1954 in Salem, Oregon) war ein US-amerikanischer Politiker und von 1923 bis 1927 der 17. Gouverneur von Oregon.

## Frühe Jahre
Walter Pierce begann im Alter von 17 Jahren als Lehrer zu arbeiten, obwohl er selbst nur eine Grundschule besucht hatte. Im Jahr 1883 machte er sich auf den Weg in den Westen der USA. Über Colorado kam er schließlich nach Oregon, wo er sich in Milton im Nordosten des Staates niederließ. Dort wurde er wieder im Schulbereich tätig. Zuerst war er Lehrer und zwischen 1886 und 1890 Schulrat im Umatilla County. Zwischen 1890 und 1894 war er Landrat in seinem Kreis (County Clerk). In dieser Zeit hatte er genügend Geld verdient, um seine eigene Bildung zu verbessern. Zu diesem Zweck zog er nach Illinois, wo er an der Northwestern University Jura studierte. Dort machte er im Jahr 1896 seinen Abschluss.

## Aufstieg in Oregon
Nach seinem Jurastudium kehrte er nach Oregon zurück, wo er in Pendleton eine erfolgreiche Kanzlei eröffnete. Außerdem war er an verschiedenen anderen Geschäften beteiligt. Zwischen 1896 und 1902 leitete er die Grande Ronde Electric Company, einen lokalen Stromversorger, und besaß eine große Ranch, auf der er Hereford-Rinder züchtete. Zwischen 1899 und 1903 war er erneut Landrat und von 1903 bis 1907 war er Mitglied des Senats von Oregon. Als strenger Anhänger der Prohibitionsbewegung versuchte er damals vergeblich ein Alkoholverbot durchzusetzen. Pierce war auch an der Gründung der „Oregon Farmer’s Union“ beteiligt. Er wurde Präsident der Vereinigung der Steuerzahler (Taxpayer’s League) und war im Vorstand des Oregon Agricultural College.
Im Jahr 1912 bewarb er sich erfolglos um einen Sitz im US-Senat. Stattdessen wurde er zwischen 1917 und 1921 nochmals Staatssenator. 1918 bewarb er sich ohne Erfolg für das Amt des Gouverneurs von Oregon. Vier Jahre später hatte er mehr Glück: Er wurde als Kandidat seiner Demokratischen Partei zum neuen Gouverneur gewählt. Allerdings hatte er bei dieser Wahl die Unterstützung des damals einflussreichen Ku-Klux-Klans, der neben seiner Rassenideologie eine anti-katholische und antisemitische Position vertrat.

## Gouverneur von Oregon
Walter Pierce trat seine vierjährige Amtszeit am 8. Januar 1923 an. Als Gouverneur musste er sich mit einer republikanischen Mehrheit im Staatsparlament auseinandersetzen, die Teile seiner Vorschläge blockierte. In seiner Zeit wurde aber das erste Einkommensteuergesetz in Oregon erlassen, eine Gefängnisreform wurde durchgeführt und einige Wasserkraftwerke wurden errichtet. Durch seine Unterstützung für Robert La Follette bei den Präsidentschaftswahlen des Jahres 1924 spaltete er seine Partei. Da er den Wünschen des Ku-Klux-Klan nicht genügend entsprochen hatte, betrieb dieser nun, allerdings erfolglos, die Absetzung des Gouverneurs. Allerdings unterlag Pierce bei den Gouverneurswahlen des Jahres 1926 dem Republikaner Isaac Lee Patterson. Damit endete seine Amtszeit am 19. Januar 1927.

## Weiterer Lebenslauf
Nach dem Ende seiner Gouverneurszeit zog sich Pierce zunächst auf seine Ranch zurück. Im Jahr 1928 bewarb er sich erneut erfolglos um einen Sitz im US-Kongress. Eine erneute Kandidatur bei den Gouverneurswahlen des Jahres 1930 lehnte er ab. Im Jahr 1932 wurde er dann in das US-Repräsentantenhaus gewählt. Dort verblieb er von 1933 bis 1943 und unterstützte die Politik von Präsident Franklin D. Roosevelt. Pierce spielte auch eine wichtige Rolle in seiner Demokratischen Partei. In den Jahren 1920, 1932 und 1936 war er Delegierter auf der Democratic National Convention, von 1932 bis 1936 gehörte er dem Democratic National Committee an.
Nachdem er im Jahr 1942 nicht mehr in den Kongress gewählt worden war, zog sich der mittlerweile 81-jährige Pierce aus der Politik zurück. Er starb im Jahr 1954. Walter Pierce war dreimal verheiratet und hatte insgesamt sechs Kinder.